# 健康村

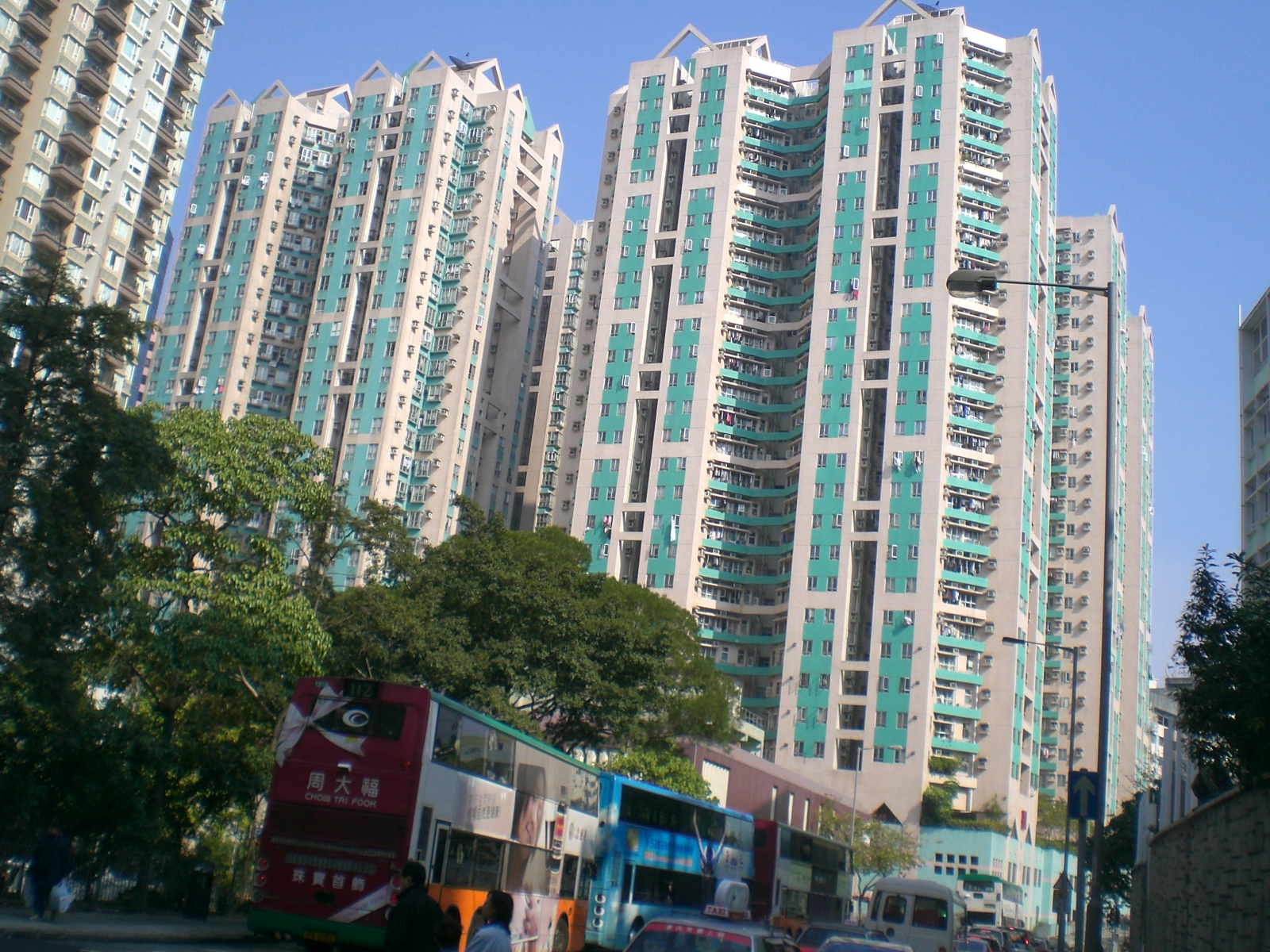
健康村第一、二期

健康村（英語：Healthy Village）是香港一個綜合性資助房屋發展計劃，包括了甲類及乙類出租屋邨及住宅發售計劃樓宇，位於香港東區七姊妹，於1965年至1997年先後落成，由香港房屋協會發展及管理。

## 歷史及簡介
健康村前身為健康村平房區，後來被政府清拆，最終政府把土地撥予房協興建為出租屋邨。由於健康村這個名字意思好，簡潔易明，故此房協沿用這個名字在此出租屋邨之上。健康村為房協策劃重建的綜合屋邨，包括了「甲類出租屋邨」、「乙類出租屋邨」及「住宅發售計劃」樓宇單位。
健康村在1950-1960年代共分3期興建。首期於1955年4月開工。為進一步提升居住環境質素，房協會不時檢討屋村的居住環境和設施，以及研究重建所帶來的社會效益。健康村經重建後不但大幅增加可供居住的單位數目，而且樓宇設計和生活設施亦更為現代化，無論對居民和社區環境均帶來莫大裨益。

## 重建第1期

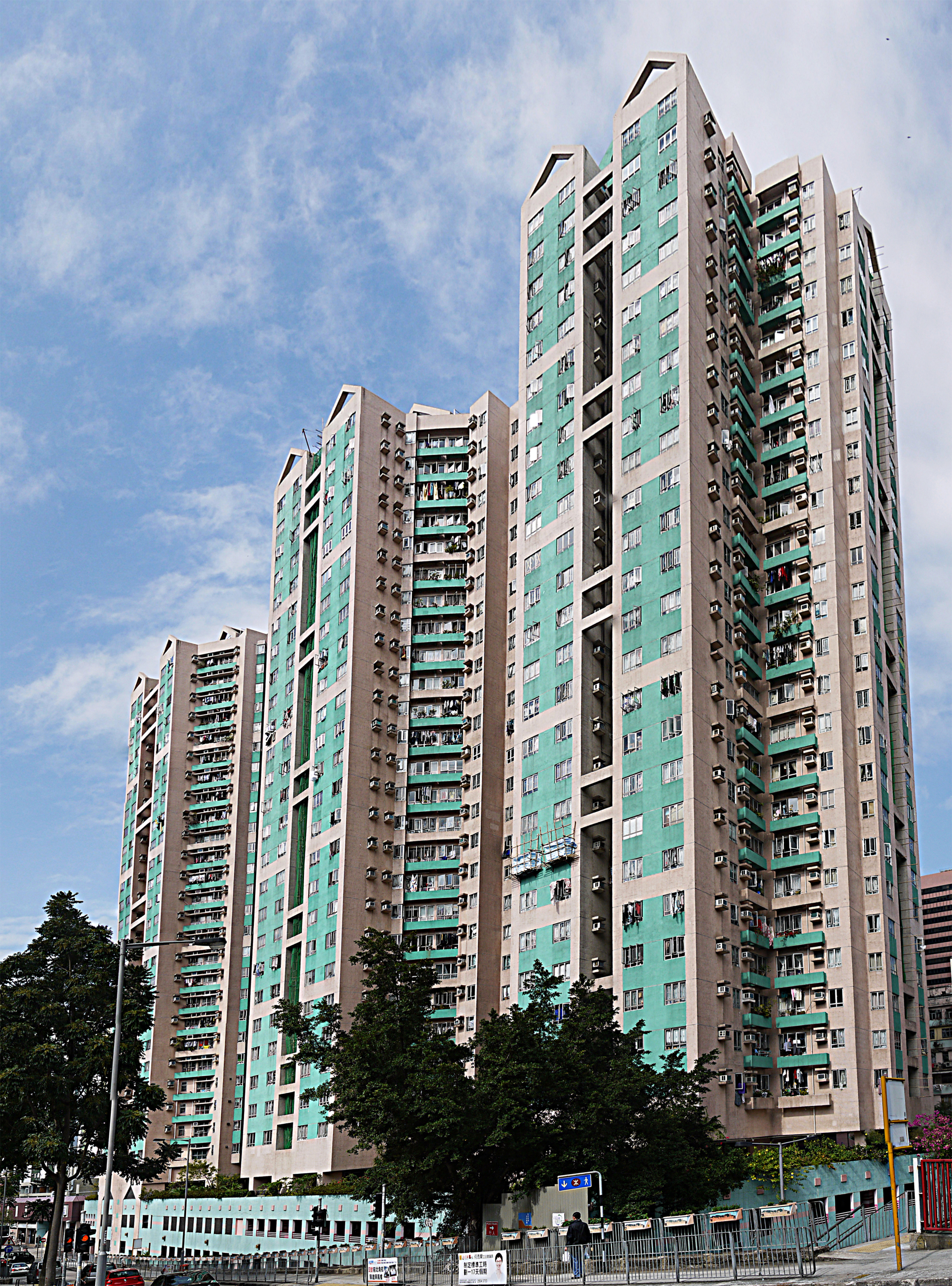
健康村重建第一期

七姊妹七姊妹道190-192號（3及4座）／健康中街8-10號（5及6座）
1990年5月，位於七姊妹道的於1959年落成的第2期C、D及E座拆卸，至1993年重建後有新的4座大廈落成，分別稱為康輝閣（3座）、康宏閣（4座）、康達閣（5座）及康智閣（6座）。
重建後的第一期有4幢25層高的住宅大廈，下面設有3層高的平台，由關善明建築師事務所有限公司設計，方永勝建築有限公司承建。當中康宏閣及康輝閣是房協「住宅發售計劃」的大廈，合共400單位；康達閣及康智閣5樓至25樓則為房協之「乙類屋邨出租單位」，並用作安置第1期A及B座的居民，以及1樓至4樓則為年長者居住單位及年長者休息室，合共426單位。大廈更採用本港常見私人住宅3梯8伙式的設計，單位為鑽石型間格並附有梗房設計由1房2廳、2房2廳及3房2廳。而康輝閣及康宏閣同樣使用3梯8伙式設計，單位為鑽石型及方型混合間格的2房2廳與3房2廳（連2個廁所）的設計，但是作「住宅發售計劃」出售用途。
康達閣及康智閣（乙類屋邨出租單位及年長者居住單位）編配標準:
因為市區地價高，所以房協在市區的出租屋邨，多以提供小型單位為主。並在可能情況下，採用私人樓宇的3梯8伙的「較剪梯」及「飛機則」務求達至最高效率地去運用空間。
| 單位款式       | 單位間格 | 編配標凖  | 單位                                | 室內樓面面積      |
| 小型單位       | 1房2廳   | 2-3人     | 康達閣及康智閣 5樓至25樓---01及08室 | 約24.13平方米     |
| 中型單位       | 2房2廳   | 3-4人     | 康達閣及康智閣 5樓至25樓---02及03室 | 約30.90平方米     |
| 中型單位       | 2房2廳   | 3-4人     | 康達閣及康智閣 5樓至25樓---06及07室 | 約31.90平方米     |
| 中型單位       | 2房2廳   | 3-4人     | 康達閣 5樓至25樓---04及05室         | 約32.70平方米     |
| 大型單位       | 3房2廳   | 5人或以上 | 康智閣 5樓至25樓---04及05室         | 約39.30平方米     |
| 年長者居住單位 | 開放式   | 1-3人     | 康達閣及康智閣 1樓至4樓---01-12室   | 約15.5-29.0平方米 |

## 重建第2期
位於七姊妹英皇道668號
重建後的第2期有3幢27層高的住宅大廈，分別稱為康祥閣（1A座）、康欣閣（1B座）、康勝閣（2座）設有行人天橋通往第1期，大廈同樣也使用3梯8伙式的設計，康祥閣及康欣閣的單位設計為鑽石型及方型混合間格的兩房兩廳及3房2廳客廳附窗台的設計，而康勝閣的單位設計則全為方型間格的兩房兩廳及3房2廳（連主人套房）全屋附窗台的設計，重建第2期也是由關善明建築師事務所有限公司設計，方永勝建築有限公司承建。當中康祥閣及康欣閣原本設計為出租用途，後來連同康勝閣同樣撥房協「住宅發售計劃」供丹拿山邨及觀龍樓一期重建戶優先購買。而大廈前身為A及B座（第1期），於1956年落成，此2座為房協首個擁有升降機的屋邨，於1993年拆卸，於1997年完成重建。

## 重建後的建築設計
重建後的健康村第1期及第2期，大廈平面以十字型規劃，務求達至最高效率地去運用空間。以現代三角幾何圖形為設計方式，立面配以軟粉紅色及蛋殼藍色，襯以特色線條，在立面帶出動感。而天台上的三角形跟後面的柏架山山形互相呼應，這使從九龍看過來的天際線上的視覺效果，達致和諧的感覺。

## 第3期
七姊妹百福道12號。由T.S.C.Feltham建築師設計。包括白楊樓、棕樹樓、綠葉樓、銀杏樓、紅桃樓、藍鵲樓、黃菊樓，為房協甲類出租屋邨，於1965年落成，共有765個單位。附近設有鰂魚涌站、北角街市、北角公共圖書館、廣場，步行往北角鬧市約10至15分鐘。
第3期出租單位面積及編配標凖
| 單位款式 | 編配標凖  | 室內樓面面積      |
| 小型單位 | 1-3人     | 約23.1-28.7平方米 |
| 中型單位 | 3-5人     | 約30.7-32.7平方米 |
| 大型單位 | 5人或以上 | 約36.6平方米      |

### 計劃重建
2002年房協宣佈積極研究重建第3期的可行性；唯至2022年仍未進行任何拆卸或建造工程。
但是，房屋協會行政總裁陳欽勉曾經在2021年4月表示將健康村第3期列入「屋邨重建行列」之中，並表示「需考慮港島是否有合適地段作安置，不排除仿效明華大廈分期重建」。
隨後於同年10月宣佈購置位於筲箕灣阿公岩道一幅私人土地、並且合併附近一幅政府土地；此土地大致位於明華大廈A座北面，並且將會興建一幢28層高的大廈，提供合共646個出租單位、可以容納約1860人居住，該大廈主要用作調遷及安置現時之健康村第3期居民；大廈其中3層會用作商店、餐廳、停車場等，另外撥出2層予社福設施（現時暫定提供一所可以容納100人的幼兒中心、以及一所容納30人的男童宿舍）。
目前房協已經向城規會提交改劃申請，有待城規會批准後將預計在2024年動工，並且計劃2028年完成，隨後待調遷及安置居民等工作完成後便會拆卸於1965年落成之第3期樓宇，意味健康村第3期將會重建。

## 屋邨資料

### 樓宇
| 期數      | 樓宇名稱（座號） | 樓宇類型     | 落成年份 | 層數 | 每層伙數 | 每座單位總數（伙） | 建築師             | 承建商     | 提供升降機的廠商            |
| --------- | ---------------- | ------------ | -------- | ---- | -------- | ------------------ | ------------------ | ---------- | --------------------------- |
| 3         | 白楊樓           | 錯層式十字型 | 1965年   | 14   | 8        | 112                | T.S.C.Feltham      | （待查）   | 更換前：奧的斯 更換後：東芝 |
| 3         | 銀杏樓           | 錯層式十字型 | 1965年   | 14   | 8        | 112                | T.S.C.Feltham      | （待查）   | 更換前：奧的斯 更換後：東芝 |
| 3         | 紅桃樓           | 錯層式十字型 | 1965年   | 14   | 8        | 112                | T.S.C.Feltham      | （待查）   | 更換前：奧的斯 更換後：東芝 |
| 3         | 綠葉樓           | 錯層式十字型 | 1965年   | 14   | 8        | 112                | T.S.C.Feltham      | （待查）   | 更換前：奧的斯 更換後：東芝 |
| 3         | 棕樹樓           | 錯層式十字型 | 1965年   | 14   | 8        | 112                | T.S.C.Feltham      | （待查）   | 更換前：奧的斯 更換後：東芝 |
| 3         | 藍鵲樓           | 錯層式十字型 | 1965年   | 14   | 8        | 112                | T.S.C.Feltham      | （待查）   | 更換前：奧的斯 更換後：東芝 |
| 3         | 黃菊樓           | 錯層式十字型 | 1965年   | 14   | 8        | 112                | T.S.C.Feltham      | （待查）   | 更換前：奧的斯 更換後：東芝 |
| 重建第1期 | 康輝閣（第3座）  | 井字型       | 1993年   | 25   | 8        | 200                | 關善明建築師事務所 | 方永勝建築 | 日立                        |
| 重建第1期 | 康宏閣（第4座）  | 井字型       | 1993年   | 25   | 8        | 200                | 關善明建築師事務所 | 方永勝建築 | 日立                        |
| 重建第1期 | 康達閣（第5座）  | 井字型       | 1993年   | 25   | 8        | 200                | 關善明建築師事務所 | 方永勝建築 | 日立                        |
| 重建第1期 | 康智閣（第6座）  | 井字型       | 1993年   | 25   | 8        | 200                | 關善明建築師事務所 | 方永勝建築 | 日立                        |
| 重建第2期 | 康祥閣（第1A座） | 十字型       | 1997年   | 27   | 8        | 216                | 關善明建築師事務所 | 方永勝建築 | 东芝                        |
| 重建第2期 | 康欣閣（第1B座） | 十字型       | 1997年   | 27   | 8        | 216                | 關善明建築師事務所 | 方永勝建築 | 东芝                        |
| 重建第2期 | 康勝閣（第2座）  | 十字型       | 1997年   | 27   | 8        | 216                | 關善明建築師事務所 | 方永勝建築 | 东芝                        |

### 歷代樓宇

#### 重建前的健康村
| 期數 | 樓宇名稱（座號） | 樓宇類型       | 落成年份 | 層數 | 拆卸年份 | 安置屋邨                    |
| ---- | ---------------- | -------------- | -------- | ---- | -------- | --------------------------- |
| 1    | A座              | 中央走廊式大廈 | 1956年   | 11   | 1993年   | 同邨 重建第1期              |
| 1    | B座              | 露台相連式大廈 | 1956年   | 11   | 1993年   | 同邨 重建第1期              |
| 2    | C座              | 中央走廊式大廈 | 1959年   | 10   | 1990年   | 家維邨 家義樓 家廉樓 家榮樓 |
| 2    | D座              | 中央走廊式大廈 | 1959年   | 10   | 1990年   | 家維邨 家義樓 家廉樓 家榮樓 |
| 2    | E座              | 中央走廊式大廈 | 1959年   | 10   | 1990年   | 家維邨 家義樓 家廉樓 家榮樓 |

## 教育

### 幼稚園
- 救世軍北角幼兒學校（2000年創辦）（位於健康邨平台2層）